# Conița
Konița (în greacă Κόνιτσα, transliterat: Konitsa, în albaneză Konicë, în aromână Conița) este un oraș în Grecia în prefectura Ioanina.